# Dicranomyia (Nealexandriaria) anisota
Dicranomyia (Nealexandriaria) anisota is een tweevleugelige uit de familie steltmuggen (Limoniidae). De soort komt voor in het Australaziatisch gebied.